# Dent de Vaulion
Die Dent de Vaulion ist ein 1483 m ü. M. hoher, markanter Berg im Waadtländer Jura bei Vallorbe in der Schweiz. Der Bergrücken zeigt eine stark asymmetrische Topographie: Gegen Nordwesten und Norden fällt er mit bis zu 200 m hohen Felswänden steil ab, während die Hänge gegen Süden und Südosten eine verhältnismässig geringe Neigung aufweisen. Daraus leitet sich seine Namensgebung Vaulion-Zahn ab.

## Geographie
Begrenzt wird die Dent de Vaulion im Westen durch das Tal des Ruisseau des Epoisats, im Norden durch das Talbecken von Vallorbe, im Osten und Südosten durch die Synklinale von Vaulion, in welcher der Nozon entspringt, und im Süden durch die Passhöhe von Pétra Felix am Strassenübergang von L’Isle über den Col du Mollendruz in das Vallée de Joux. Optisch bildet die Dent de Vaulion den nordöstlichen Abschluss des Hochtals Vallée de Joux, obwohl zwischen dieser Talschaft und dem Berg noch die separate Talfurche des Ruisseau des Epoisats liegt.
Die Hänge der Dent de Vaulion sind vorwiegend mit Fichtenwald bestanden, während der Gipfelbereich die karge Grasvegetation des Hochjuras zeigt. Der leicht erreichbare Gipfel gilt als beliebtes Ausflugsziel, von dem sich interessante Ausblicke auf das Vallée de Joux, das Talbecken von Vallorbe und bei klarem Wetter bis zu den Alpen bieten. Im Winter ist am Südosthang des Berges ein Skilift in Betrieb.

## Geologie
Die geologische Struktur der Dent de Vaulion basiert auf einer Antiklinalen, deren anstehendes Gesteinsmaterial aus marinen Sedimenten der oberen Jurazeit (Malm) stammt. Entlang der Blattverschiebung, welche von Montricher über Vallorbe nach Pontarlier verläuft, wurde die Antiklinale der Dent de Vaulion nach Norden verschoben. Deswegen ist die Faltenstruktur des Juragebirges in diesem Bereich stark gestört.